# Sentimental Bus
A Sentimental Bus (センチメンタル・バス) egy japán rockegyüttes volt, amelyet 1996-ban alapított Akaba Nacujo énekes és gitáros, valamint Szuzuki Akinori billentyűs. Bemutatkozó albumuk 1999. április 21-én jelent meg Szógen to Tecukuzu néven, a kilencvenedik helyezést érte el az Oricon eladási listáján. Második és egyben utolsó stúdióalbumuk a rákövetkező évben; 2000. augusztus 2-án jelent meg Szajonara Girl címen. Ez már jóval jobban teljesített a slágerlistákon: a tizedeik helyen mutatkozott be az Oriconon. Ezt elsősorban a Sunny Day Sunday című kislemeznek köszönhette. Az együttes 2000. december 31-én feloszlott. Akaba (natsu művésznéven) a Dt., míg Szuzuki a Spoozys nevű együttesben folytatta karrierjét. Az utóbbi saját lemezkiadó-céget is alapított Hiracuka Records (ひらつかレコード) név alatt.

## Diszkográfia

### Stúdióalbumok
- Szógen to Tecukuzu (草原と鉄屑?) (1999)
- Szajonara Girl (さよならガール?) (2000)

### Videó albumok
- Video Clips (2000)

### Kislemezek
- Jovamusi no Nukegara (よわむしのぬけがら?) (1998, a Tower Countdown zárófőcím-dala)
- Dansi Josi (だんしじょし?) (1998)
- Ahiru (アヒル?) (1999)
- Sunny Day Sunday (1999, a Pocari Sweat egyik reklámjának betétdala)[4]
- Weed Crown / Cycling Beat 330 (WEED CROWN/サイクリングビート330?) (1999, a Super Soccer főcímdala)[5]
- Maniac Mondai (マニアック問題?) (2000, az e-note egyik reklámjának főcímdala)[6]
- Summer Time Kids Story (2000, az Ice Box egyik reklámjának főcímdala)[7]